# مارک فرینگتون
مارک فرینگتون (انگلیسی: Mark Farrington؛ زادهٔ ۱۵ ژوئن ۱۹۶۵) بازیکن فوتبال اهل بریتانیا است.
از باشگاه‌هایی که در آن بازی کرده‌است می‌توان به باشگاه فوتبال کمبریج یونایتد، باشگاه فوتبال ویلم دوم، باشگاه فوتبال هرتابرلین، باشگاه فوتبال فاینورد، باشگاه فوتبال نوریچ سیتی، باشگاه فوتبال خنک، باشگاه فوتبال اورتون، باشگاه فوتبال فورتونا سیتارد، باشگاه فوتبال برایتون اند هوو آلبیون، باشگاه فوتبال هرفورد یونایتد، و باشگاه فوتبال کاردیف سیتی اشاره کرد.